# الولايات المتحدة في الألعاب الأولمبية الصيفية 2008
حصلت الولايات المتحدة على المرتية الأولى بين الدول في الأولمبياد المقامة في بكين سنة 2008.
\